# Neoharriotta carri
Neoharriotta carri (лат.) — вид хрящевых рыб. Название рода происходит от neos, по-гречески «новый», то есть новый род, и фамилии Томаса Хэрриота (1560—1621) — английского астронома, математика, этнографа и переводчика (в русскоязычных источниках может упоминаться как Харриот или Гарриот). Видовое название присвоено в честь Джеймса К. Карра (1914—1980) заместителя министра внутренних дел США с 1961 по 1964 год.
Максимальная длина тела самца 59,6 см, самки — 74,5. Обитает в Западно-центральной части Атлантического океана: в Карибском море у берегов Колумбии и Венесуэлы. Глубоководные батидемерсальные рыбы. Встречается на глубине от 340 до 600 м метров. Приурочены к верхним и средним глубинам континентального склона. Яйцекладущее животное. Яйца заключены в роговые оболочки. Безвредны для человека, считаются видом, близким к уязвимому положению, не являются объектом промысла.